# ارنا مورنا
ارنا مورنا (انگلیسی: Erna Morena؛ ۲۴ آوریل ۱۸۸۵ – ۲۰ ژوئیهٔ ۱۹۶۲) یک هنرپیشه، فیلم‌نامه‌نویس و تهیه‌کننده اهل آلمان بود. وی بین سال‌های ۱۹۱۳ تا ۱۹۵۱ میلادی فعالیت می‌کرد.
از فیلم‌ها یا برنامه‌های تلویزیونی که وی در آنها نقش داشته‌است می‌توان به زوس یهودی، سفر به درون شب و ویلیام تل اشاره کرد.